# Limnophila (Limnophila) imitatrix
Limnophila (Limnophila) imitatrix is een tweevleugelige uit de familie steltmuggen (Limoniidae). De soort komt voor in het Australaziatisch gebied.